# Federico Leopoldo de Stolberg-Stolberg
El Conde Federico Leopoldo de Stolberg-Stolberg (7 de noviembre de 1750-5 de diciembre de 1819) fue un poeta, abogado y traductor alemán, nacido en Bramstedt en Holstein (entonces parte de Dinamarca).

## Biografía
Federico Leopoldo pertenecía a una rama cadete de la familia Stolberg. Era hijo de un magistrado danés y propietario de una finca señorial, el Conde Cristián de Stolberg. Junto con su hermano Cristián, Federico Leopoldo fue a la Universidad de Halle en 1770, con el propósito de estudiar leyes alemanas. Sus otros estudios abrazaron los Clásicos y varios cursos de historia. Los dos hermanos estudiaron en Gotinga y fueron miembros prominentes del famoso Hain o Dichterbund, una sociedad de jóvenes que tenían altas aspiraciones para la unidad del país, y quienes cultivaban poesía alemana. Después de dejar la universidad los hermanos hicieron un viaje a Suiza en compañía del afamado poeta Johann Wolfgang von Goethe.
En 1777 Federico Leopoldo fue elegido como enviado del príncipe obispo de Lübeck a la Corte de Copenhague, pero a menudo tuvo estancias en Eutin para pasar tiempo con su colega y miembro de la Dichterbund, Johann Heinrich Voss.
En 1782 Stolberg contrajo matrimonio con Inés von Witzleben, con quien celebró sus poemas. Después de seis años de matrimonio feliz, que le dejó dos hijos y dos hijas (una de ella, María Inés, desposó a Fernando , hijo de Cristián Federico de Stolberg-Wernigerode), Inés murió de forma temprana en 1788. Federico Leopold después pasó a ser enviado danés en la Corte de Prusia, y contrajo un segundo matrimonio con la Condesa Sofía von Redern en 1789. Después de la boda, él y su esposa realizaron un grand tour a través de Alemania, Suiza e Italia; documento este viaje en una serie de cartas, Viajes a través de Alemania, Suiza, Italia y Sicilia.
Este tour fue de gran importancia para su desarrollo religioso, ya que entonces conoce al devoto católico Freiherr von Droste-Vischering, así como el tutor residente de Droste-Vischering, el distinguido teólogo Katerkamp. En 1791 fue elegido presidente de la corte episcopal de Lübeck en Eutin; renunció del puesto en 1800, retirándose a Münster en Westfalia. Por su segundo matrimonio Stolberg tenía una gran familia, que todos, a excepción de la hija mayor, siguieron el ejemplo de su padre y se unieron al catolicismo en 1801. La mayor de las hija, Inés, fue prometida al luterano Conde Fernando de Stolberg-Wernigerode, pero su hijo en 1854 se convirtió al catolicismo. Cuatro hijos varones y dos yernos tomaron parte de la campaña contra Francia en 1814; uno de estos hijo murió en la Batalla de Ligny (1815).
Por su conversión al Catolicismo, Federico Leopoldo fue severamente atacado por su antiguo amigo Voss (Wie ward Fritz Stolberg zum Unfreien?, 1819). Después de vivir por un tiempo (a partir de 1812) en la vecindad de Bielefeld, se trasladó a su finca en Sondermühlen (ahora parte de Melle) cerca de Osnabrück, donde permaneció hasta su muerte en 1819.

## Obra
Federico Leopoldo escribió muchas odas, baladas, sátiras y dramas; entre ellas la tragedia Timoleon (1784). Produjo las traducción de la Ilíada (1778), de Platón (1796-1797), Esquilo (1802), y Ossian (1806); publicó en 1815 Leben Alfreds des Grossen, y un voluminoso Geschichte der Religion Jesu Christi (17 vols., 1806-1818). Otros trabajos incluyen poesía, como Baladas (1779) y yambos (1784), y otras obras, como Ensyos (1787) y Viajes (1791); y novelas, como La Isla (1788). También escribió una historia de Alfredo el Grande (1816); una vida de San Vincente de Paul; tradujo pasajes de las obras de San Agustín, y también escribió meditaciones sobre las Sagradas Escrituras, que, junto con el Büchlein der Liebe, y el polémico panfleto Kurze Abfertigung des langen Schmähschrifts des Hofrats Voss, no apareció hasta después de su muerte.
La Colección de Obras de Cristián y Federico Leopoldo de Stolberg fue publicada en veinte volúmenes entre 1820-1825; 2ª ed. 1827. La correspondencia de Federico con FH Jacobi se hallará en el Briefwechsel de Jacobi (1825-1827); que con la de Voss ha sido editada por O Hellinghaus (1891).